# Joseph Russegger
Joseph Russegger (Salzburg, 1802. október 18. – Selmecbánya, 1863. június 20.) lovag, osztrák geológus és utazó.

## Életútja
1822-ben a selmecbányai akadémiára ment tanulni és 1826-ban oklevelet nyervén, Gastein mellett nyert bányászati állást. 1835-ben az egyiptomi alkirály megbízásából kutató utat tett Afrika belsejében, ahonnan Kis-Ázsián és Észak-Európán keresztül tért vissza, mely utazását igen vonzóan írta le Reisen in Europa, Asien und Afrika in den Jahren 1835-41 (Stuttgart, 1841-46, 7 kötet) című munkájában. Visszatérte után a császári-királyi udvari kamaránál bányatanácsosi ranggal alkalmazták és mint ilyen az erdélyi és bánáti részeket tanulmányozta. 1843-ban a modenai hercegséget kutatta ki, később a halli (Tirol), majd a wieliczkai sóbányák igazgatója lett és 1850-ben a selmecbányai akadémia igazgatója. Irodalmi dolgozatainak nagyobb része a bécsi akadémia kiadásában jelent meg, melynek 1848 óta tagja volt.